# Seis de Octubre (ciudad)
La ciudad de Seis de Octubre (en árabe: ستة أكتوبر Seta Uktober) se localiza dentro de la República Árabe de Egipto, en la gobernación de Giza.  Es una ciudad satélite, adyacente a Guiza, y es parte de la región del Gran Cairo.En 2023 tenía 306.302 habitantes.
La ciudad sirvió como la capital de la extinta gobernación del 6 de Octubre, que fue disuelta en 2011. Establecida como una ciudad nueva en el desierto, alberga a numerosos estudiantes locales, así como a estudiantes extranjeros provenientes de los estados árabes del Golfo Pérsico, Jordania, Nigeria, Camerún, Siria, Irak y Palestina.

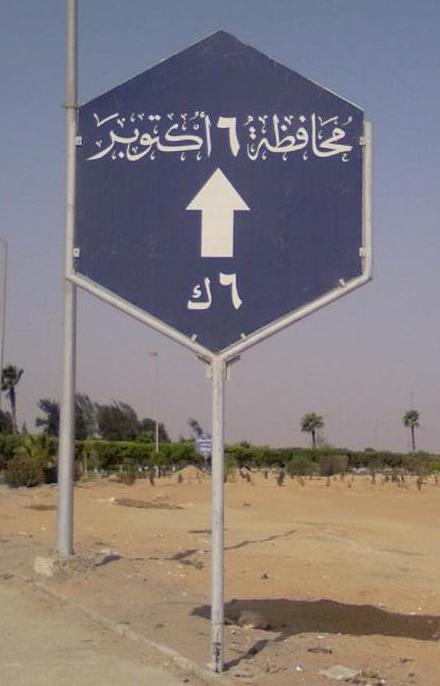
Este cartel indica el ingreso a la Ciudad Seis de Octubre.

## Historia

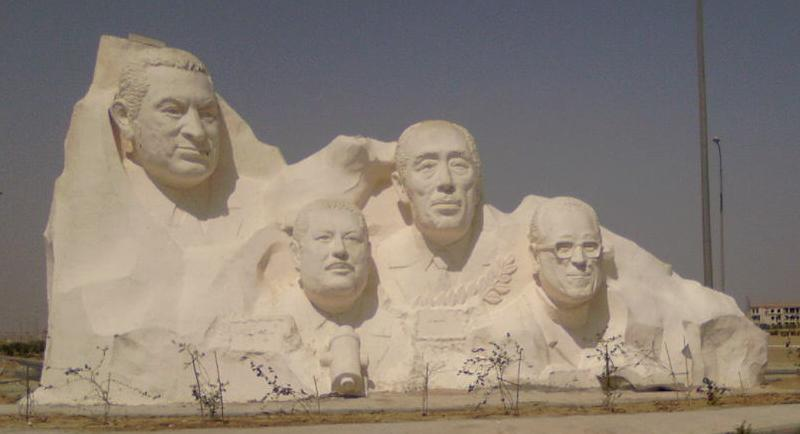
Relieves de Ahmed Zewail, Anwar el-Sadat, Hosni Mubarak y Naguib Mahfouz (Ciudad Seis de Octubre, Egipto)

La ciudad fue establecida en 1979 según el decreto presidencial 504 del presidente Anwar Sadat. Esta ciudad está a 17 kilómetros de distancia de las grandes pirámides de Guiza y 32 kilómetros del centro de El Cairo.
La ciudad tiene un área total de 482 km² y pese a tener muchos edificios sin acabar o vacíos, en 2016 se esperaba que tenga una población de 6 millones de habitantes en 2027.
La ciudad fue la capital de la gobernación de Seis de Octubre, creada en abril de 2008, pero dicha gobernación fue suprimida en 2011 y volvió a reincorporarse a la gobernación de Guiza.
La ciudad lleva el nombre de la fecha de inicio de la Operación Badr, el 6 de octubre de 1973, que marcó el comienzo de la Guerra de Octubre. Esta misma fecha fue designada como el Día de las Fuerzas Armadas de Egipto.

## Clima
Seis de Octubre tiene un clima desértico cálido (Clasificación climática de Köppen BWh). Este clima es similar a Guiza y El Cairo, ya que está próxima a ellas.
| Parámetros climáticos promedio de Seis de Octubre | Parámetros climáticos promedio de Seis de Octubre | Parámetros climáticos promedio de Seis de Octubre | Parámetros climáticos promedio de Seis de Octubre | Parámetros climáticos promedio de Seis de Octubre | Parámetros climáticos promedio de Seis de Octubre | Parámetros climáticos promedio de Seis de Octubre | Parámetros climáticos promedio de Seis de Octubre | Parámetros climáticos promedio de Seis de Octubre | Parámetros climáticos promedio de Seis de Octubre | Parámetros climáticos promedio de Seis de Octubre | Parámetros climáticos promedio de Seis de Octubre | Parámetros climáticos promedio de Seis de Octubre | Parámetros climáticos promedio de Seis de Octubre |
| Mes                                               | Ene.                                              | Feb.                                              | Mar.                                              | Abr.                                              | May.                                              | Jun.                                              | Jul.                                              | Ago.                                              | Sep.                                              | Oct.                                              | Nov.                                              | Dic.                                              | Anual                                             |
| ------------------------------------------------- | ------------------------------------------------- | ------------------------------------------------- | ------------------------------------------------- | ------------------------------------------------- | ------------------------------------------------- | ------------------------------------------------- | ------------------------------------------------- | ------------------------------------------------- | ------------------------------------------------- | ------------------------------------------------- | ------------------------------------------------- | ------------------------------------------------- | ------------------------------------------------- |
| Temp. máx. media (°C)                             | 18.4                                              | 20                                                | 23.1                                              | 27.6                                              | 31.7                                              | 34.1                                              | 34.4                                              | 34.1                                              | 31.9                                              | 29.6                                              | 24.8                                              | 20                                                | 27.5                                              |
| Temp. media (°C)                                  | 12                                                | 13.1                                              | 15.9                                              | 19.5                                              | 23.5                                              | 26.2                                              | 27.2                                              | 26.9                                              | 24.9                                              | 22.6                                              | 18.5                                              | 13.8                                              | 20.3                                              |
| Temp. mín. media (°C)                             | 5.7                                               | 6.3                                               | 8.8                                               | 11.5                                              | 15.4                                              | 18.3                                              | 20                                                | 19.8                                              | 18                                                | 15.7                                              | 12.2                                              | 7.6                                               | 13.3                                              |
| Precipitación total (mm)                          | 5                                                 | 5                                                 | 3                                                 | 2                                                 | 0                                                 | 0                                                 | 0                                                 | 0                                                 | 0                                                 | 1                                                 | 3                                                 | 6                                                 | 25                                                |
| Fuente: Climate-Data.org                          |                                                   |                                                   |                                                   |                                                   |                                                   |                                                   |                                                   |                                                   |                                                   |                                                   |                                                   |                                                   |                                                   |

## Universidades
- Modern Sciences and Arts University
- October 6 University
- Ahram Canadian University
- Egypt University for Science and Technology
- Nile University
- Akhbar El Youm Academy
- Higher Institute of Applied Arts
- Higher Institute of Science and Technology
- The Higher Institute of Engineering
- The Higher Technological Institute
- Cairo University in El-Sheikh Zayed (en construcción)

## Sedes
La ciudad es conocida por ser la sede central de la Confederación Africana de Fútbol.  También alberga la Smart Village de Egipto, un parque tecnológico y centro regional para numerosas empresas de los sectores de tecnología de la información y finanzas.
Además, la oficina principal del ACNUR en Egipto, junto con su oficina de Determinación de la Condición de Refugiado (RSD, por sus siglas en inglés), se encuentra en esta ciudad. 